# Liste der Biografien/Mac
Liste der Biografien |
Portal Biografien |
Personensuche
# |
A |
B |
C |
D |
E |
F |
G |
H |
I |
J |
K |
L |
M |
N |
O |
P |
Q |
R |
S |
T |
U |
V |
W |
X |
Y |
Z |
?
 
Ma |
Mb |
Mc |
Md |
Me |
Mf |
Mg |
Mh |
Mi |
Mj |
Mk |
Ml |
Mm |
Mn |
Mo |
Mp |
Mq |
Mr |
Ms |
Mt |
Mu |
Mv |
Mw |
Mx |
My |
Mz
 
Maa |
Mab |
Mac |
Mad |
Mae |
Maf |
Mag |
Mah |
Mai |
Maj |
Mak |
Mal |
Mam |
Man |
Mao |
Map |
Maq |
Mar |
Mas |
Mat |
Mau |
Mav |
Maw |
Max |
May |
Maz
 
Maca |
Macb |
Macc |
Macd |
Mace |
Macf |
Macg |
Mach |
Maci |
Mack |
Macl |
Macm |
Macn |
Maco |
Macp |
Macq |
Macr |
Macs |
Mact |
Macu |
Macv |
Macw |
Macy |
Macz
Die Liste der Biografien führt alle Personen auf, die in der deutschsprachigen Wikipedia einen Artikel haben. Dieses ist eine Teilliste mit 50 Einträgen von Personen, deren Namen mit den Buchstaben „Mac“ beginnt.

## Mac
- Mac Allister, Alexis (* 1998), argentinischer FußballspielerAlexis Mac Allister (* 1998)

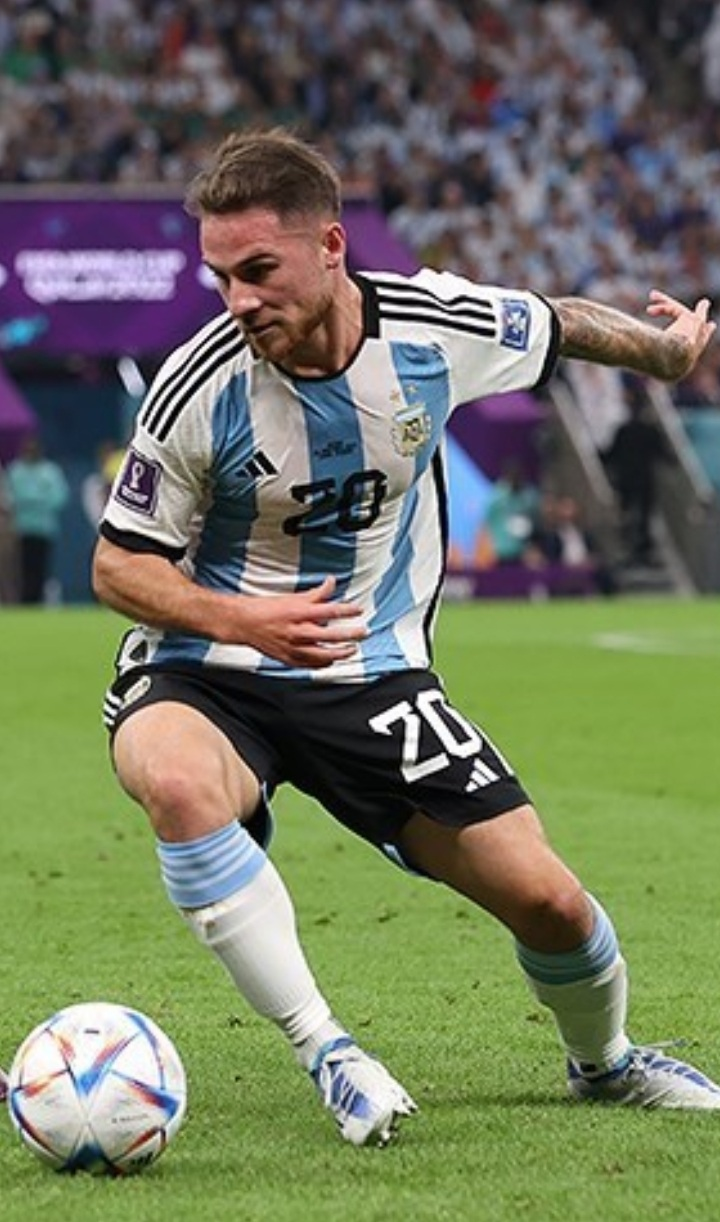
Alexis Mac Allister (* 1998)

- Mac Allister, Kevin (* 1997), argentinischer Fußballspieler
- Mac Cathmhaoil, Aodh (1571–1626), irischer Theologe und Erzbischof, Franziskaner
- Mac Clyde, Alan, französischer Schriftsteller
- Mac Cóil, Liam (* 1952), irischer Schriftsteller
- Mạc Đăng Dung (1483–1541), Vietnamesischer Kaiser und Begründer der Mạc-Dynastie
- Mac Diarmada, Seán (1883–1916), irischer Freiheitskämpfer
- Mac Donncha, Mícheál, irischer Politiker (Sinn Féin)
- Mac Donough, Pablo (* 1982), argentinischer Polospieler
- Mac Dre (1970–2004), US-amerikanischer Gangsta-Rapper
- Mac Eochaidh, Colm (* 1963), irischer Jurist
- Mac Eoin, Seán (1893–1973), irischer Generalleutnant und Politiker (Sinn Féin, Cumann na nGaedheal und Fine Gael)
- Mac Fhionnghaile, Seán (1952–2009), irischer Schauspieler
- Mac Fhirbhisigh, Dubhaltach († 1671), irischer Historiker
- Mac Gaw, James (1968–2021), französischer Fusionmusiker (Gitarre, Komposition)
- Mac Gillavry, Theodorus Hendrik (1835–1921), niederländischer Mediziner
- Mac Giolla, Tomás (1924–2010), irischer Politiker
- Mac Gregor Ancinola, Carlos (* 1955), mexikanischer Architekt
- Mạc Hồng Quân (* 1992), vietnamesischer Fußballspieler
- Mac Kac (1920–1987), französischer Jazz-Schlagzeuger
- Mac Lane, Saunders (1909–2005), US-amerikanischer Mathematiker, Mitbegründer der Kategorientheorie
- Mac Leod, Andries (1891–1977), belgisch-schwedischer Mathematiker und Philosoph
- Mac Liammóir, Micheál (1899–1978), irischer Schauspieler, Theaterregisseur und Autor
- Mac Lochlainn, Pádraig (* 1973), irischer Politiker
- Mac Loughlin, Eduardo Francisco (1918–1983), argentinischer Militär, Politiker und Diplomat
- Mac Low, Jackson (1922–2004), US-amerikanischer Lyriker, Komponist und Vertreter von Fluxus, Lautpoesie und Konkreter Poesie
- Mac Mahon, Emmanuel de (1859–1930), französischer Brigadegeneral
- Mac Mathúna, Aodh Óg († 1644), irischer Rebellenführer
- Mac Mathúna, Éimhear (1600–1650), römisch-katholischer Bischof, irischer Rebellenführer
- Mac Mathúna, Seán (* 1936), irischer Autor
- Mac Mhaighstir Alasdair, Alasdair, schottischer Schriftsteller
- Mac Neil, Margaret (* 2000), kanadische Schwimmerin
- Mac Nemara, Jean-Baptiste († 1756), französischer Aristokrat und Marineoffizier
- Mac Neven O’Kelly ab Aghrim, Wilhelm († 1787), irischer Mediziner, praktizierte in Böhmen, Hofarzt Maria Theresias
- Mac Niocaill, Gearóid (1932–2004), irischer Mittelalterhistoriker und Keltologe
- Mac Orlan, Pierre (1882–1970), französischer Schriftsteller
- Mac Síomóin, Tomás (1938–2022), irischer Pflanzenvirologe; Schriftsteller, Dichter, Übersetzer, Verleger
- Mac Sweeney, Naoíse (* 1982), irische Klassische Archäologin
- Mac Zimms (* 1970), niederländischer DJ und Produzent
- Mac, Abigail (* 1988), US-amerikanisches Fotomodel und Pornodarstellerin
- Mac, Bernie (1957–2008), US-amerikanischer SchauspielerBernie Mac (1957–2008)

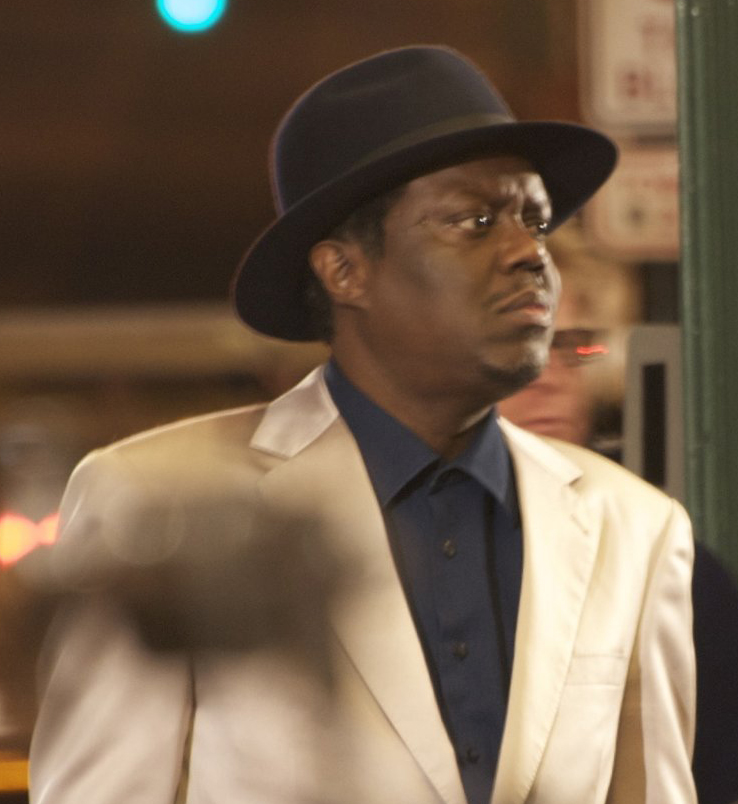
Bernie Mac (1957–2008)

- Mac, Danielle, deutsche Schlagersängerin
- Mac, Mikkel (* 1992), dänischer Rennfahrer
- Mac, Rosie (* 1997), britische Schauspielerin, Sängerin und Model
- Mac, Steve (* 1972), britischer Songwriter and Musikproduzent
- Mac, Taylor (* 1973), US-amerikanischer Schauspieler, Dramatiker, Performancekünstler, Regisseur, Produzent, Singer-Songwriter und Dragqueen
- Mac-Donald, Sherjill (* 1984), niederländischer Fußballspieler
- Mac-Mahon, Patrice de (1808–1893), französischer Staatsmann und Politiker
- Mac-Nab, Maurice (1856–1889), französischer Dichter und Sänger
- Mac-Niven, Ian (* 1971), chilenischer Fußballspieler